# Charles West Kendall

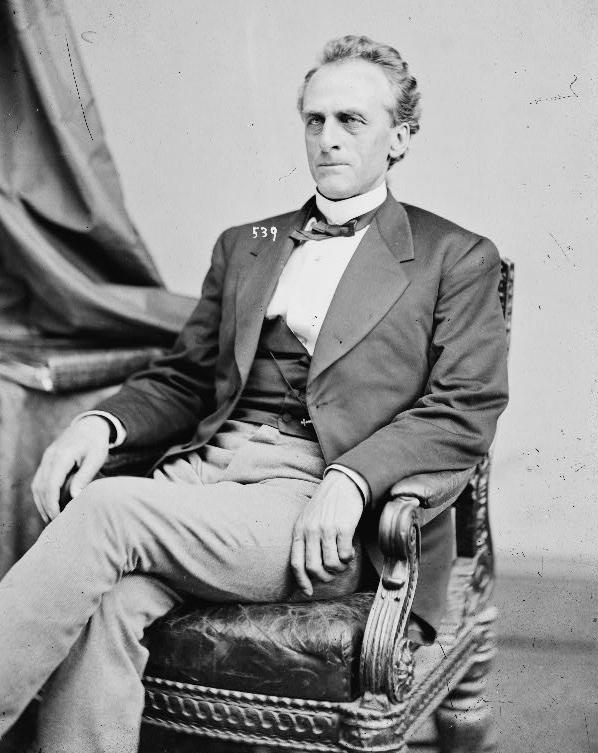
Charles West Kendall

Charles West Kendall (* 22. April 1828 in Searsmont, Waldo County, Maine; † 25. Juni 1914 in Mount Rainier, Maryland) war ein US-amerikanischer Politiker. Zwischen 1871 und 1875 vertrat er den Bundesstaat Nevada im US-Repräsentantenhaus.

## Frühe Jahre
Charles Kendall besuchte die Phillips Academy in Andover (Massachusetts) und danach das Yale College. Im Jahr 1849 zog er während des Goldrausches nach Kalifornien. Zwischen 1855 und 1859 war er Besitzer und Herausgeber der Zeitung "San Jose Tribune".  Nach einem Jurastudium wurde er 1859 als Rechtsanwalt zugelassen. Daraufhin begann er in Sacramento in seinem neuen Beruf zu arbeiten.

## Politischer Aufstieg
Kendall war Mitglied der Demokratischen Partei. Zwischen 1861 und 1862 war er Abgeordneter im Repräsentantenhaus von Kalifornien. Im Jahr 1862 zog er nach Hamilton in Nevada, wo er wieder als Rechtsanwalt arbeitete. Bei den Kongresswahlen des Jahres 1870 wurde Charles Kendall als erster Kandidat seiner Partei aus Nevada in das US-Repräsentantenhaus gewählt. Dort löste er am 4. März 1871 Thomas Fitch ab. Nach einer Wiederwahl im Jahr 1872 konnte Kendall bis zum 3. März 1875 zwei Legislaturperioden im Kongress absolvieren. Eine weitere Kandidatur lehnte er ab.

## Weiterer Lebenslauf
Nach dem Ende seiner Zeit in Washington zog Kendall nach Denver und arbeitete dort als Rechtsanwalt. Ab 1892 bis zu seinem Tod arbeitete er für die Interstate Commerce Commission in Washington. Charles Kendall starb am 25. Juni 1914 in Maryland und wurde auf dem Kongressfriedhof in Washington beigesetzt.